# (200069) Аластор
(200069) Аластор (др.-греч. Ἀλάστωρ) — типичный троянский астероид Юпитера, движущийся в точке Лагранжа L4, в 60° впереди планеты. Астероид был открыт 24 сентября 1960 года нидерландскими астрономами К. Й. ван Хаутеном, И. ван Хаутен-Груневельд и Томом Герельсом в Паломарской обсерватории и назван в честь Аластора, персонажа древнегреческой мифологии.

Орбита астероида Аластор и его положение в Солнечной системе